# Bitwa nad Little Bighorn
Bitwa nad Little Bighorn (zwana także przez Indian Bitwą na Greasy Grass) – bitwa stoczona 25 czerwca 1876 roku pomiędzy żołnierzami 7 Regimentu Kawalerii US Army dowodzonymi przez ppłk. George’a A. Custera a Indianami północnoamerykańskimi, głównie Dakotami, pod wodzą Szalonego Konia (Tashunka Witko), Siedzącego Byka (Tatanka Yotanka) i innych wodzów.
Indianie bitwę wygrali, wszyscy uczestniczący w niej żołnierze czołowych kompanii 7. regimentu oraz towarzyszący im cywile zginęli, ale nie powstrzymało to podboju Wielkich Równin i Gór Czarnych przez Amerykanów.

## Przed bitwą
17 maja 1876 roku rząd Stanów Zjednoczonych wysłał na pogranicze Montany i Wyoming trzy kolumny wojska przeciwko Indianom, którzy wbrew władzom opuścili rezerwaty. Pierwszą kolumną w sile 1316 żołnierzy dowodził gen. bryg. George Crook. Drugą liczącą około 1200 ludzi dowodził gen. bryg. Alfred Terry. Główną siłą uderzeniową kolumny Terry’ego był 7 Regiment Kawalerii US Army pod komendą podpułkownika George’a A. Custera liczący 32 oficerów i 718 żołnierzy. Trzecią część ekspedycji stanowił liczący ponad 450 ludzi oddział piechoty pułkownika Johna Gibbona.
W końcu maja gen. Alfred Terry wraz z Custerem wyruszył z Fortu Lincoln w Dakocie Północnej i idąc na zachód dotarł do rzeki Yellowstone, gdzie spotkał się z oddziałem płk. Gibbona, który dotarł tu od zachodu z Fortu Ellis w Montanie. Według planu, Gibbon miał ruszyć w górę rzeki Yellowstone, aby następnie pójść w górę rzeki Bighorn. Gibbon domyślał się gdzie są Indianie. Potwierdzili to 16 maja jego zwiadowcy z plemienia Wron, dowodzeni przez por. Jamesa Bradleya, którzy wypatrzyli obóz Dakotów i Szejenów w dolinie rzeki Tongue.
Ppłk Custer na czele 7 Regimentu Kawalerii (prócz żołnierzy około 50 cywilów i zwiadowców indiańskich) miał szerokim łukiem obejść przypuszczalne miejsce obozowania Indian i zawrócić po dojściu do rzeki Little Bighorn, aby spotkać się z kolumną Gibbona i wspólnie zaatakować wziętych w kleszcze Indian. Jego adiutantem był por. William W. Cooke, w skład oddziału wchodzili też bracia dowódcy, Tom Custer był dowódcą kompanii, Boston Custer dostał się na listę płatniczą kwatermistrzostwa jako „przewodnik”, a siostrzeniec, 18–letni Harry Armstrong „Autie” Reed, został (na czas swych letnich wakacji) „poganiaczem”.
Idąc w górę rzeki Rosebud zwiadowcy natknęli się na ślady bitwy gen. Crooka, więc Custer postanowił ruszyć na wroga bez oczekiwania na nadejście piechoty Gibbona. Idąc śladami Indian dotarł nad Little Bighorn dwa dni wcześniej, niż przewidywał to plan kampanii. 24 czerwca zwiadowcy z plemienia Arikara odnaleźli cel kampanii. Była godzina 2 nad ranem, gdy objeżdżający obóz 7 Regimentu Custer dotarł do ich ogniska. Krwawy Nóż (ulubiony zwiadowca Custera) mówił coś do pozostałych. Custer zapytał tłumacza, o czym mówi. „Powiedział, że znaleźli wystarczająco wielu Siuksów, by mieć z kim walczyć przez trzy dni”. Custer uśmiechnął się i odparł: „Myślę, że przejdziemy przez nich w jeden dzień”.
Około godz. 9 rano zwiadowcy zaprowadzili dowódcę na wzgórze, zwane od tego czasu „Crow's Nest”, skąd zobaczył liczne dymy obozowiska i coś na kształt stad koni na terenach za obozem. Zwiadowcy przekazali Custerowi jeszcze jedną ważną informację: Indianie zorientowali się, że wojsko jest w pobliżu i dwie grupy wojowników ruszyły galopem z obozowiska.
Obozowisko Indian rozpoczynało się trzy km poniżej ujścia potoku (nazwanego później „Reno Creek” – kręgiem tipi Dakotów Hunkpapa) i ciągnęło się wzdłuż brzegów Little Bighorn na przestrzeni około pięciu km. Na zachód od obozowiska rozciągały się niskie, trawiaste wzgórza, gdzie wojownicy wypasali swe konie. Zachodnią krawędzią doliny płynęła kręta, zimna i rwąca rzeka, ocieniona przez gęstwę drzew, a dalej wznosiły się stromo zupełnie nagie wzgórza, górujące około 100 metrów nad doliną. Obozowisko składało się z 400–1000 tipi, 3–7 tysięcy ludzi i 800–2000 wojowników. Prawdopodobnie jedna trzecia posiadała broń palną, w tym około 200 wojowników miało nowoczesne wielostrzałowe winchestery, karabiny Henry’ego i karabiny Spencera, podczas gdy kawalerzyści 7. pułku byli uzbrojeni w jednostrzałowe karabiny Springfielda – o większym zasięgu, lecz znacznie mniej szybkostrzelne, łatwo przegrzewające się i niemożliwe do przeładowania podczas jazdy konnej. Indianie byli także uzbrojeni w łuki, które w tej bitwie okazały się bronią decydującą, umożliwiając skuteczny ostrzał żołnierzy w pofałdowanym terenie. Ponadto w owym czasie kawaleria amerykańska całkowicie zrezygnowała z wyposażenia w broń białą, pozostawiając ją właściwie tylko do celów paradnych (bojowo używali szabel nieliczni oficerowie) – uzbrojony tylko w nóż lub karabin bez bagnetu żołnierz był praktycznie bez szans walcząc z Indianinem uzbrojonym w tomahawk, maczugę lub włócznię. Co prawda, kawalerzyści nosili rewolwery, ale okazało się, że z racji niedoszkolenia nie potrafili z nich celnie strzelać, jak również przedwcześnie odpalali naboje.

## Przebieg bitwy

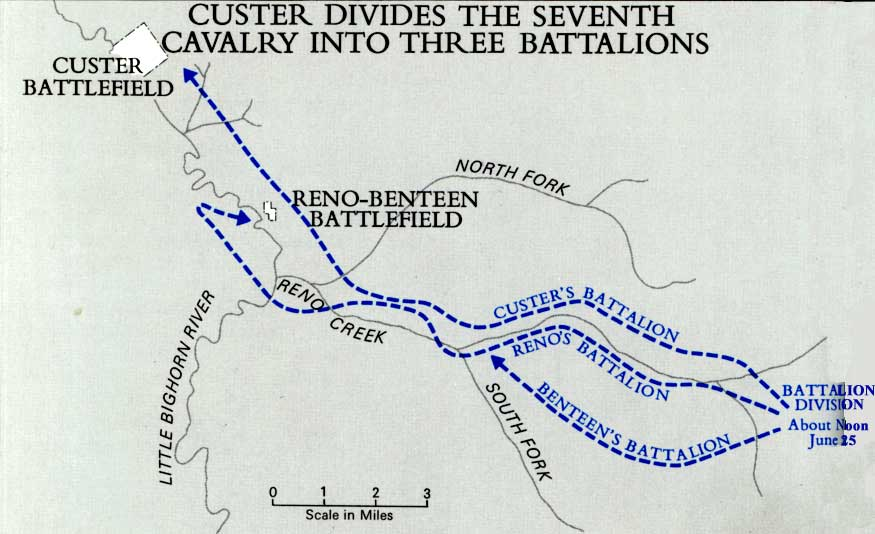
Custer dzieli swój oddział

Prawdopodobny przebieg bitwy

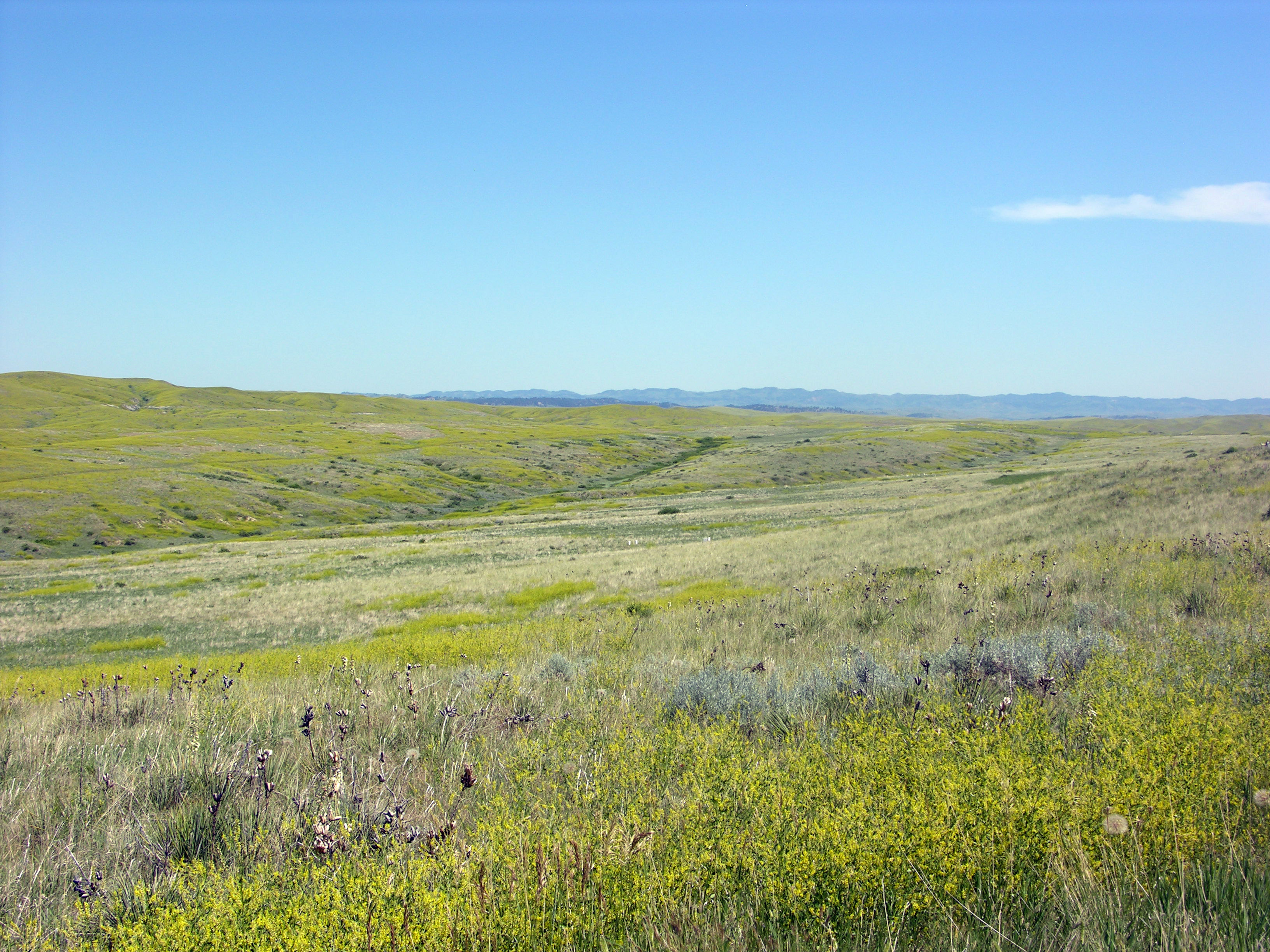
Dzisiejszy widok pola bitwy ze wzgórza Custera ku południowi z widocznym w oddali pasmem górskim Bighorn

Operacja przeciwko Indianom zgromadzonym nad Little Bighorn była właściwie ciągiem trzech starć. 17 czerwca 1876 roku Indianie dowodzeni przez Szalonego Konia zaskoczyli idącego ze wschodu gen. Crooka, wspieranego przez blisko 270 Indian z plemienia Wron i Szoszonów. Po całodniowej walce nad rzeką Rosebud Crook został zmuszony do odwrotu. Generał Terry nie dowiedział się w porę o skutkach tej bitwy i wysłał Custera oraz Gibbona w przeświadczeniu, że połączą się oni i wraz z Crookiem zaatakują Indian wspólnymi siłami trzech oddziałów.
25 czerwca nadciągnął Custer, który podzielił swoje siły na cztery części. Batalion majora Marcusa Reno (kompanie M, A i G, 140 ludzi) miał uderzyć na obóz Indian od wschodu. Batalion dowodzony bezpośrednio przez Custera (kompanie E, F, C, I i L, 225 ludzi) miał zaatakować nieco później z północy. Trzecią grupę stanowił batalion pod komendą kapitana Fredericka Benteena (kompanie D, H i K, 125 ludzi). Wzmocniona kompania kapitana McDougalla (kompania B, 135 ludzi) stanowiła rezerwę i ochronę taboru jucznych mułów. Batalion Benteena stanowił odwód, który w zależności od rozwoju sytuacji taktycznej miał wesprzeć batalion Custera lub Reno. Oddział McDougalla poruszał się razem z batalionem Benteena, ale gdyby batalion ten wszedł do walki, miał pozostać, stanowiąc eskortę taboru. Z batalionu Custera ocalało 4 żołnierzy – 2 gońców wysłanych przezeń do Benteena oraz 2 kawalerzystów, którzy zgubili ten oddział, ale zdołali dołączyć do Reno i Benteena.

### Atak majora Reno
Rankiem 25 czerwca na północno-wschodni skraj obozu uderzył – po przejściu Little Bighorn – mjr Reno, który otrzymał od Custera rozkaz ataku. Wojownicy indiańscy nie bronili namiotów, lecz zaatakowali i zdołali oskrzydlić kawalerzystów. Z lewej strony, gdzie znajdowali się zwiadowcy z plemienia Arikara, przypuszczono najsilniejszy szturm. Dakotowie rozproszyli Arikarów, po czym uderzyli na żołnierzy majora. Od kuli wroga zginął Krwawy Nóż, znajdujący się u boku majora Reno.
Kawalerzyści i zwiadowcy byli spychani w kierunku rzeki, gdzie podczas przeprawy kilkunastu zginęło od kul i strzał Dakotów. Oddział majora Reno uszedł, tracąc w panicznym odwrocie niemal połowę ludzi w zabitych i rannych. Wkrótce nadciągnął Benteen ze swoim oddziałem i McDougall z taborami, widząc jednak, co się stało, dołączyli do resztek oddziału Reno i wspólnie okopali się na jednym z nadrzecznych wzgórz. Kilku oficerów z oddziału Benteena (w tym kapitanowie Weir i Godfrey), słysząc odgłosy bitwy nadchodzące z północy, próbowało przedostać się do Custera, ale nie mogli się do niego przebić.

### Szarża Custera
Custer, zorientowawszy się w wielkości obozu Indian, postanowił ściągnąć batalion Benteena oraz dodatkową amunicję. Dlatego wysłał najpierw jednego gońca (sierżanta Daniela Kanipe'a) z poleceniem, aby Benteen przybył wraz z amunicją. Następnie posłał drugiego (trębacza, szeregowca Johna Martina) z rozkazem na piśmie (napisanym przez adiutanta Custera) o treści: Come on. Big village. Be quick. Bring packs. P.S. Bring packs. (tłum. „Przybywaj. Wielka wioska. Bądź szybko. Przywieź juki. P.S. Przywieź juki.”). Autorzy opisujący bitwę przyjmują, że Custer chciał, aby Benteen zabrał od McDougalla juki z amunicją i jak najszybciej dołączył, ale ten zinterpretował rozkaz, jako przyspieszenie marszu własnej grupy, ale w całości (czyli szybkość marszu była warunkowana szybkością mułów). Około południa Custer, nieświadomy klęski Reno i powolnego marszu Benteena, zostawił na szczycie jednego z wzgórz kompanię kpt. Keogha, a z resztą oddziału (4 kompanie) ruszył w stronę obozu z zamiarem przeprowadzenia szarży od północy. Kompanie te rozdzieliły się potem: Custer ruszył na czele dwóch kompanii Yatesa w dół płytkiego wąwozu Medicine Trail Coulee ku brodowi na rzece, a dwie kompanie kpt. Calhouna ruszyły prosto wzgórzami na północny zachód. Podział na 3 pododdziały wynikał prawdopodobnie z sytuacji taktycznej – Keogh miał czekać na Benteena (aby ten nie przeoczył miejsca walki) i wspólnie z nim uderzyć, a pozostałe kompanie zostały podzielone, ponieważ wąwozy były wąskie i przejazd czterech kompanii przez jeden z nich trwałby stosunkowo długo. Ukryci w zaroślach nad rzeką wojownicy powitali próbujący forsować bród oddział Custera/Yatesa salwami ognia, w wyniku czego kilku ludzi spadło z koni, a jednego rannego (według niezbyt precyzyjnych przekazów indiańskich – długowłosego blondyna, którym mógł być Custer, choć podczas bitwy miał on włosy krótkie, bo wcześniej ostrzygł się) – uniesiono w górę stromego wąwozu Deep Coulee. Dopiero wówczas konni Indianie ruszyli w pościg. Część ludzi Yatesa zsiadła z koni, by łatwiej ostrzeliwać zbliżających się Indian Galla, gdyż oszalałe ze strachu konie uniemożliwiały jednoczesne trzymanie ich na wodzy i strzelanie. Ci zapewne zginęli jako pierwsi.
Custer lub inny dowodzący oficer (jeśli owym rannym w wąwozie był Custer) rozkazał swoim ludziom wycofać się i bronić na wzgórzu, licząc na szybkie nadejście odsieczy Benteena. Zajęli oni pozycje obronne na skrajnie północnym z trzech okolicznych wzgórz i przygotowali się do obrony. Przeważający liczebnie i siłą ognia Indianie atakowali po kolei wzgórze po wzgórzu. Wojownicy z winchesterami podchodzili blisko pozycji wroga i razili go ogniem karabinowym. Konni Indianie szarżowali na wzgórza, a skryci w trawach łucznicy wysyłali swe pociski stromym torem rażąc ludzi i konie. Indianie wybili kompanię Keogha (ocalał koń dowódcy), a następnie zaatakowali Calhouna (ocaleli kawalerzyści popełnili samobójstwo, kiedy uciekły ich konie, przestraszone przez wojowników). Ostatnie broniło się wzgórze Custera, które nie miało już szans, ponieważ od tyłu zaatakowały je oddziały Dakotów pod dowództwem wodzów Szalonego Konia i Deszczu w Twarz. Szturm wzgórza Custera nie trwał długo – większość żołnierzy zginęła od ostrzału Indian, a pozostali zostali dobici podczas szybkiego szturmu, jedynie 28 żołnierzy próbowało uciec, ale po około 300 metrach zostali dogonieni i wybici. Nikt – łącznie z Custerem – nie przeżył, zginęli wszyscy spośród 221 kawalerzystów.
Stojący w oddali ludzie Benteena, Reno i McDougalla widzieli tumany kurzu, słyszeli strzelaninę, ale sami atakowani nie mogli przyjść towarzyszom z pomocą. Ta ostatnia bitwa trwała do zmroku. O losie Custera i jego ludzi nie wiedziano praktycznie nic. Oficerowie twierdzili później, iż byli przekonani, że pobił Indian i ruszył za nimi w pogoń. Następnego dnia, gdy dojrzeli z oddali, że Indianie uchodzą, a od północy nadciąga kolumna wojska, byli pewni że to Custer. Posłani na spotkanie zwiadowcy stwierdzili jednak, że to kolumna generała Crooka.

### Koniec bitwy

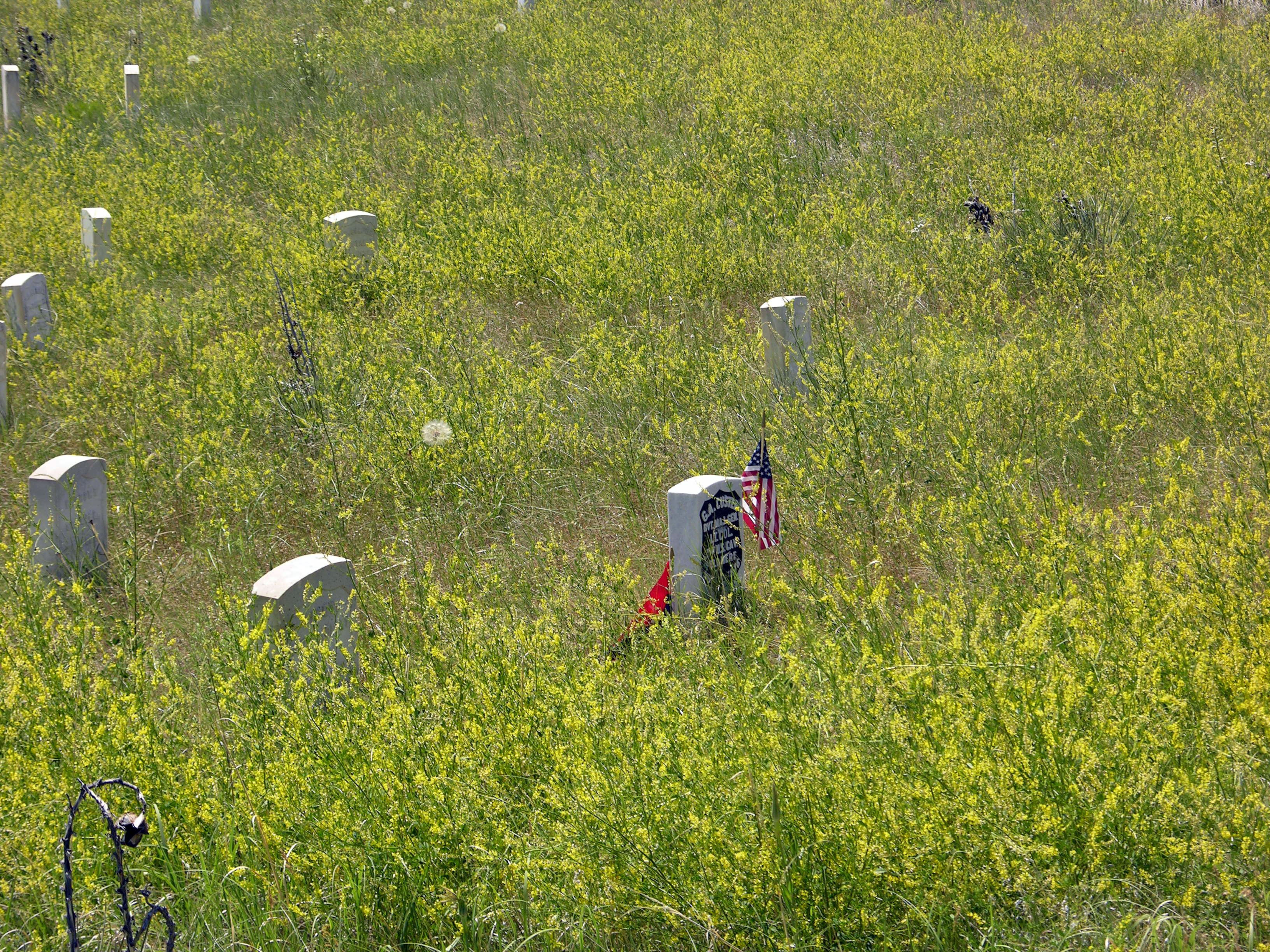
Miejsce odnalezienia ciała Custera

Grupa Johna Gibbona wraz z gen. Terrym nadciągnęła na pole bitwy dwa dni później. Indianie zlikwidowali obóz i wycofali się na południowy zachód, w stronę pasma górskiego Bighorn. Wysłani dla rozpoznania szczytami wzgórz indiańscy zwiadowcy przynieśli odpowiedź. Dopiero wtedy na polu bitwy znaleziono martwych żołnierzy Custera i kilka ciężko rannych koni, które zostały dobite. Ocalał tylko jeden żywy, siedmiokrotnie ranny koń kapitana Keogha, Komancz, który po wyleczeniu z ran brał udział w paradach wojskowych.
Zwłoki zabitych żołnierzy leżały na niewielkim odcinku terenu opadającego ku rzece tak, jakby szukali ocalenia w ucieczce. Kilka ciał znaleziono w znacznej odległości od innych, co wskazywałoby na to, że części uchodzących żołnierzy udało się dotrzeć dalej, niż innym. Ciało Custera – nagie, ale nieokaleczone – leżało w pozycji, jaką jego podwładni zapamiętali z chwil drzemki podczas przemarszu, z rękoma skrzyżowanymi na piersiach. Śmierć spowodowały dwie rany – jedna blisko serca, druga w skroni. Pytanie, na które do dziś nie ma odpowiedzi, dotyczy momentu, w którym zginął.
Ogółem straty po stronie amerykańskiej w bitwie nad Little Bighorn (a właściwie w dwóch toczonych oddzielnie bitwach) wyniosły około 265 zabitych i ponad 50 rannych. Indianie stracili prawdopodobnie około 100 ludzi.
W ślad za Indianami ruszył generał Crook, a jego pościg przeszedł do historii jako Horsemeat March.

## Konsekwencje bitwy
W efekcie klęski w Stanach Zjednoczonych powstała antyindiańska histeria. Po kolejnych wyprawach wojsk amerykańskich Dakotowie zostali pokonani i zmuszeni do osiedlenia się w rezerwatach. Siedzący Byk, który początkowo musiał uciekać do Kanady, został skłoniony do powrotu do USA, występował przez pewien czas w rewii Buffalo Billa, a 15 grudnia 1890 roku został zabity podczas próby aresztowania go w rezerwacie Standing Rock przez indiańskich policjantów w rządowej służbie.